# Parlamento da Jordânia
O Parlamento do Reino Hachemita da Jordânia é a sede do poder legislativo da Jordânia, o parlamento é no formato bicameral composto da Câmara dos Representantes e da Câmara do Senado.

## Câmara dos Representantes
A Câmara dos Representantes é a câmara baixa do parlamento, conta atualmente com 150 membros eleitos para mandatos de 4 anos por representação porporcional sendo 15 assentos reservados para mulheres, 9 para cristãos, 3 para outras minorias.

## Câmara do Senado
A Câmara do Senado é a câmara alta do parlamento, conta atualmente com 60 membros, todos apontados pelo Rei da Jordânia para mandatos de 4 anos.